# Saint-Éloy-la-Glacière
Saint-Éloy-la-Glacière is een gemeente in het Franse departement Puy-de-Dôme (regio Auvergne-Rhône-Alpes) en telt 62 inwoners (2009). De plaats maakt deel uit van het arrondissement Ambert.

## Geografie
De oppervlakte van Saint-Éloy-la-Glacière bedraagt 13,5 km², de bevolkingsdichtheid is dus 4,6 inwoners per km².
De onderstaande kaart toont de ligging van Saint-Éloy-la-Glacière met de belangrijkste infrastructuur en aangrenzende gemeenten.

## Demografie
Onderstaande figuur toont het verloop van het inwonertal (bron: INSEE-tellingen).

1. ↑  Populations de référence 2022.